# محمد عبد الغني (لاعب كرة قدم بحريني)
محمد عبد الغني (1 أكتوبر 1982) لاعب كرة قدم بحريني يلعب حاليا لصالح نادي الدرجة الأولى الأهلي البحريني في مركز الوسط المحوري من 2011 كما يجيد اللعب في مركزي الوسط المدافع وقلب الدفاع.

## الإنجازات
- كأس ملك البحرين (1): 2003
- كأس الاتحاد البحريني (2): 2007، 2016